# Gurnemanz
Gurnemanz är en mansroll i musikdramat Parsifal av Richard Wagner. 
Gurnemanz är en trofast gammal riddare. Rollen sjungs av en bassångare.